# Полищук, Фёдор Васильевич
Фёдор Васи́льевич Полищу́к (4 июля 1979, село Колодистое, Черниговская область, Украинская ССР) — казахстанский хоккеист, нападающий; тренер.
Воспитанник усть-каменогорского хоккея, тренер Владимир Стрельчук.
Начал свою карьеру в 1998 году во второй российской хоккейной лиге в составе «Торпедо» (Усть-Каменогорск). В составе этой команды в 2004 году стал чемпионом Казахстана. В 2004 году перешёл в российский клуб «Металлург» (Новокузнец), но отыграл в этой команде всего один сезон. Затем подписал контракт на два сезона с клубом первого дивизиона России СКА из Санкт-Петербурга. С 2006 по 2010 год вновь выступал за новокузнецкий «Металлург». В 2010 году перешёл в команду «Барыс» из Астаны, за которую выступал до декабря 2015 года. В том же месяце Полищук вновь вернулся в Новокузнецк.
В составе сборной Казахстана Полищук принял участие в чемпионате мира среди юниоров до 20 лет 1999 года. В старшем дивизионе он входил в состав сборной своей страны на чемпионате мира B в 2000 году, а после перехода на новую систему — на чемпионатах мира I дивизиона в 2001, 2002, 2003, 2011, 2013 и 2015 годах, а на чемпионатах мира высшего дивизиона в 2004, 2005, 2012 и 2014 годах. Также представлял Казахстан на отборочных турнирах к зимним Олимпийским играм 2006 и 2014 годов. Завоевал золотую медаль в составе сборной Казахстана на зимних Азиатских играх 2011 года. Серебряный призёр зимних Азиатских игр 2003 года.
- 2003 Выход в высший дивизион чемпионата мира, дивизион I, группа А
- Чемпион Казахстана 2004 года в составе «Торпедо» Усть-Каменогорск
- Золотая медаль 2011 года на зимних Азиатских играх
- 2011 Выход в высший дивизион чемпионата мира, дивизион I, группа B
- 2013 Выход в высший дивизион чемпионата мира, дивизион I, группа А
- 2015 Выход в высший дивизион чемпионата мира, дивизион I, группа А

Лучший хоккеист Казахстана 2000 года.
После завершения карьеры игрока, с сезона 2018/19 годов перешёл на тренерскую работу, тренировал команды КХЛ и чемпионата Казахстана, работал с казахстанскими юниорскими и молодёжными командами, входил в тренерский штаб молодёжной сборной Казахстана. В сезоне 2023/24 — один из тренеров «Барыса» в КХЛ, затем возглавил «Номад», выступающий в чемпионате Казахстана, вывел команду в финал плей-офф и в итоге завоевал второе место.
Летом 2024 года стал ассистентом главного тренера в молодежной команде «Барыс-Жастар». В декабре 2024 года возглавил ХК «Кузнецкие Медведи» из Новокузнецка